# Essam Yassin
Essam Yassin Abbas (ur. 11 marca 1987) – iracki piłkarz, reprezentant kraju grający na pozycji obrońcy.

## Kariera piłkarska
Przygodę z futbolem rozpoczął w 2004 w klubie Al-Kahraba. Po roku gry został zawodnikiem Al-Hurriya. W drużynie tej spędził kolejne dwa sezony. Kolejne dwa lata grał dla Sulaymaniyah oraz Duhok. 
W reprezentacji Iraku zadebiutował w 2009 jako zawodnik Amanat Bagdad. W tym samym roku został zawodnikiem klubu Erbil, po czym powrócił do Amanatu. W sezonie 2010/2011 reprezentował barwy zespołu Duhok SC, a w następnym sezonie po raz trzeci został zawodnikiem Amanat Bagdad. W 2012 dołączył do Zakho, z którego odszedł w 2014 do Naft Al-Wasat. W barwach tej drużyny zdobył mistrzostwo Iraqi Premier League w sezonie 2014/15. Było to jedyne klubowe trofeum zdobyte w karierze Yassina.
Sezon 2016/17 spędził w Al-Shorta. Od 2017 reprezentował barwy Al-Naft, w którym spędził kolejne 3 sezony. Od 2020 przez rok ponownie grał w Zakho. Obecnie zawodnik Al-Hedood. 

## Kariera reprezentacyjna
Yassin po raz pierwszy w reprezentacji zagrał 31 maja 2009 przeciwko Katarowi. Spotkanie zakończyło się porażką Iraku 0:1. W tym samym roku został powołany przez trenera Velibora Milutinovicia na Puchar Konfederacji 2009, gdzie Irak odpadł w fazie grupowej. Yassin cały turniej przesiedział na ławce rezerwowych. 
Ostatnie spotkanie w barwach Iraku zagrał 14 sierpnia 2016 przeciwko Korei Północnej, przegrane 0:1. Łącznie w latach 2009–2016 zagrał w 3 spotkaniach dla reprezentacji Iraku.
| Mecze i gole w reprezentacji | Mecze i gole w reprezentacji | Mecze i gole w reprezentacji | Mecze i gole w reprezentacji | Mecze i gole w reprezentacji | Mecze i gole w reprezentacji | Mecze i gole w reprezentacji |
| #                            | Data                         | Miasto                       | Przeciwnik                   | Gol                          | Wynik                        | Rozgrywki                    |
| ---------------------------- | ---------------------------- | ---------------------------- | ---------------------------- | ---------------------------- | ---------------------------- | ---------------------------- |
| 1.                           | 31.05.2009                   | Doha                         | Katar                        |                              | 0:1                          | towarzyski                   |
| 2.                           | 08.08.2016                   | Doha                         | Katar                        |                              | 1:2                          | towarzyski                   |
| 3.                           | 14.08.2016                   | Shah Alam                    | Korea Północna               |                              | 0:1                          | towarzyski                   |

## Sukcesy
Naft Al-Wasat
- Iraqi Premier League (1): 2014/15